# Pierre Kory
Pierre Kory est un médecin américain spécialisé dans les soins intensifs. Il a attiré l'attention lors de la pandémie de Covid-19 en préconisant l'utilisation généralisée, hors AMM, de certains médicaments comme traitements contre la Covid-19, en tant que président et cofondateur de la Front Line COVID-19 Critical Care Alliance (FLCCC),.
Il a témoigné deux fois au Sénat américain concernant le Covid-19. Lors de son témoignage en décembre 2020, Kory a affirmé que le médicament antiparasitaire ivermectine était un « médicament miracle » avec une « efficacité miraculeuse » contre le Covid-19.

## Formation médicale et carrière
En 2002, Kory a obtenu un doctorat en médecine à l'Université Saint George de Grenade, avant de terminer sa résidence et sa formation postdoctorale en soins intensifs et en médecine pulmonaire.
Il a fait des rotations cliniques à la Weill Cornell School of Medicine puis a pratiqué à Madison, à l'UW Health (centre médical universitaire de l'université du Wisconsin) où il a été « directeur médical » du Trauma and Life Support Center, dans la clinique de médecine pulmonaire ambulatoire, où il effectuait des procédures bronchoscopiques et pleurales. Il y a été nommé chef du service de soins intensifs jusqu'en mai 2020,.
Il a ensuite rejoint le centre médical d'Aurora St. Luke à Milwaukee, dans le Wisconsin, avant de devenir médecin suppléant.
Kory est expert en échographie en soins intensifs.
En 2015, avec deux de ses collègues, il a co-remporté le prix du choix du président 2015 de la British Medical Association pour les manuels médicaux, pour leurs travaux sur l'échographie.
En août 2023, le bureau de l'American Board of Internal Medicine (ABIM) a informé Kory que ses certifications ont été révoquées en raison de sa diffusion de fausses informations médicales,.

## Covid-19
Au début de la pandémie de Covid-19, Kory a préconisé l'utilisation de doses croissantes de stéroïdes et d'anticoagulants pour les personnes hospitalisées atteintes de Covid-19, alors que la recommandation générale en vigueur était de prodiguer des soins de soutien. Kory verra dans les conclusions ultérieures de l'essai Recovery (qui a conclu à l'intérêt de faibles doses de corticostéroïde) une justification de son approche. Le chercheur médical Kevin J. Tracey a déclaré qu'on ne savait toujours pas si l'approche de Kory était bénéfique ou nuisible.
Kory a utilisé d'autres médicaments hors AMM dans ses schémas thérapeutiques, notamment la famotidine et la vitamine C par voie intraveineuse.
Le 5 mai 2020, Kory a témoigné, invité par le sénateur américain Ron Johnson, devant le Sénat où il a appelé à l'utilisation de stéroïdes chez les patients Covid-19
,.
Il a démissionné de UW Health en mai par frustration, selon lui face à sa réticence à mettre en œuvre de telles mesures,.
Kory est cofondateur et président de la Front Line Covid-19 Critical Care Alliance (FLCCC), une petite organisation américaine de médecins et d'anciens journalistes créée en avril 2020 qui plaide pour des traitements Covid-1jugés inefficaces par l'OMS et la plupart des autorités sanitaires (dont l'Ivermectine,,,.
Le FLCCC a déclaré à tort que l'ivermectine réduit la charge virale et accélère le rétablissement des patients, tandis que l'Organisation mondiale de la santé, la Food and Drug Administration des États-Unis, une revue Cochrane et l'Agence européenne des médicaments ou l'Inserm en France déconseillent l'utilisation de l'ivermectine hors des essais cliniques,.
Le 8 décembre 2020, Kory est à nouveau invité devant le Sénat américain, toujours par le président du comité sénatorial américain de la sécurité intérieure, Ron Johnson (qui a été critiquée pour avoir promu des idées marginales sur le Covid-19.
Kory y a décrit l'ivermectine comme « miraculeuse » et comme « médicament miracle » à utiliser contre le Covid-19. Les séquences vidéo de ses déclarations sont devenues virales sur les réseaux sociaux, avec plus d'un million de vues en quelques jours. Kory est devenu l'un des principaux défenseurs de l'utilisation de l'ivermectine tout au long de la pandémie, promouvant une théorie du complot selon laquelle sa véritable efficacité serait occultée par les « dieux de la science » qui entendraient monopoliser l'information scientifique.
Kory a ensuite démissionné d'Aurora St Luke's, arguant que de nouveaux contrats menaçaient de limiter sa liberté de parole,.
En novembre 2021, le Journal of Intensive Care Medicine a retiré un article rédigé par Kory, Paul E. Marik et d'autres qui avait été très souvent cité pour promouvoir l'ivermectine comme antiviral. Cette rétractation a été motivée par des preuves que l'article déformait les chiffres de mortalité des personnes traitées pour Covid-19 avec le protocole « MATH+ » du FLCCC, le faisant faussement apparaître cette molécule comme un traitement efficace,.

## Livres
- (en) Point of Care Ultrasound, Elsevier, 2015 (ISBN 978-0323544702).